# Jean-Pierre Poussou
 Jean-Pierre Poussou, né le 2 novembre 1938 à Saint-Vite, est un historien français.
Il est professeur émérite d'histoire moderne à l’université Paris Sorbonne-Paris IV.

## Biographie
Sa spécialité d'origine est la démographie historique et l'histoire urbaine et, en particulier, les migrations au sujet desquelles il signe une thèse de doctorat d'État en 1978 (L'immigration bordelaise de 1737 à 1791), des articles-programmes et de très nombreuses synthèses dont on retrouve les références ci-dessous.
L'histoire des mondes anglo-saxons est sa deuxième spécialité qu'il « tient » de François Crouzet, son directeur de thèse. Ici encore, il signe quelques synthèses d'histoire politique, économique ou urbaine et défriche un territoire peu exploité par l'historiographie française. L'histoire du Sud-ouest aquitain intéresse enfin cet historien né en Lot-et-Garonne. Pour être tout à fait complet, on peut ajouter la Révolution française (il est l'un des représentants de l'historiographie libérale et conservatrice), l'histoire maritime et ses nombreuses directions de d'ouvrages destinés aux candidats aux concours de l'enseignement.
Dans la généalogie intellectuelle, Jean-Pierre Poussou n'appartient pas directement à l'école dite des Annales. Le domaine de la démographie historique et les méthodes quantitatives qu'il utilise pour étudier les immigrants bordelais de 1737 à 1791, la reconnaissance de ses travaux par Fernand Braudel dans son Identité de la France et sa grande connaissance de l'historiographie des campagnes française et britannique sont certes des liens évidents qui le classent dans le sillage intellectuel de cette école, mais il existe une division politique qui l'en distingue franchement, à la différence de Jean-Pierre Bardet qui concilie sa direction d'études à l'EHESS et sa chaire à l'université Paris-Sorbonne. L'éclectisme des méthodes et des positions plus libérales dont témoigne son interprétation de la révolution anglaise lui ont permis d'occuper une position originale dans le paysage historiographique français.
Il reçut à deux reprises en 2001 et en 2003 le prix Madeleine-Laurain-Portemer de l'Académie des sciences morales et politiques.Depuis 2011 il est membre du jury du prix d'histoire Jean Clinquart de l'A.H.A.D. (https://histoire-de-la-douane.org ).
En 2000, il cofonde l'Institut de géopolitique des populations.

## Fonctions universitaires et académiques
- Recteur de l'Académie de Bordeaux de 1986 à 1989 Association pour l’Histoire de l’Administration des Douanes – Association pour l’Histoire de l’Administration des Douanes9
- Président de l'université Paris-Sorbonne (Paris IV)
- Professeur des universités à l’université Paris-Sorbonne (Paris IV)
- Directeur adjoint de l’École doctorale d’histoire moderne et contemporaine de l’université de Paris-Sorbonne (Paris IV)
- Membre du conseil scientifique du Centre vendéen de recherches historiques
- Président de l'Académie nationale des sciences, belles-lettres et arts de Bordeaux[Depuis quand ?]
- Président de la Société de démographie historique (1990-1995)

## Fonctions éditoriales
- Directeur avec Jean-Pierre Bardet des Annales de démographie historique
- Directeur avec Jean-Pierre Chaline de la revue Histoire, économie & société

## Publications

### Albums
- En collaboration avec Jean Paul Avisseau, Illustration du vieux Bordeaux, Aubanel, 1992
- Lot-et-Garonne, Sud Ouest Éditions, 2001
- Le Bassin d’Arcachon, Sud-Ouest Éditions, 2003

### Synthèses
- Contribution à Charles Higounet (dir), Histoire de l'Aquitaine, Privat, 1973
- Contribution à Pierre Léon, Pierre Deyon et Jean Jacquart (dir), Histoire économique et sociale du monde. 2, Les Hésitations de la croissance : 1580-1740, Armand Colin, 1978
- En collaboration avec André Corvisier et Jean Meyer, La Révolution française, PUF, 1991
- Cromwell : La révolution d'Angleterre et la guerre civile, PUF, 1993

### Manuels universitaires
- En collaboration avec Pierre Guillaume, Démographie historique, Armand Colin, 1970
- En collaboration avec Jean Meyer, Alain Lottin, Hugo Soly, Ad van der Woude et Bernard Vogler,Études sur les villes françaises du milieu du XVIIe siècle à la veille de la Révolution française, SEDES, 1983
- Les Îles Britanniques, les Provinces Unies, la Guerre et la Paix au XVIIe siècle, Economica, 1991
- La croissance des villes au XIXe siècle. France, Royaume-Uni, États-Unis, pays germaniques, SEDES, 1995
- En collaboration avec Philippe Bonnichon et Xavier Huetz de Lemps, Espaces coloniaux et espaces maritimes au XVIIIe siècle, SEDES, 1998
- La Terre et les paysans en France et en Grande-Bretagne aux XVIIe et XVIIIe siècles, CNED SEDES, 1999
- Histoire agraire des Îles britanniques à l'époque moderne, SEDES, 1999
- Sous sa direction, La Renaissance : guide historiographique et méthodologique, Armand Colin, 2002
- Sous sa direction, La Renaissance (milieu XVe-milieu XVIe siècle), SEDES, 2002
- Sous sa direction, Révoltes et révolutions en Europe et aux Amériques 1773-1802 : Enjeux historiographiques, méthodologie, bibliographie commentée, Armand Colin, 2004
- Sous sa direction, Le Bouleversement de l'ordre du monde : Révoltes et révolutions en Europe et aux Amériques à la fin du XVIIIe siècle, SEDES, 2004
- Sous sa direction, Sociétés anglaise, espagnole et française au XVIIe siècle : enjeux historiographiques, méthodologiques, bibliographie commentée, Armand Colin, 2006
- Sous sa direction, Regards sur les sociétés anglaise, espagnole et française au XVIIe siècle, SEDES, 2007

### Ouvrages
- En collaboration avec Paul Butel, La Vie quotidienne à Bordeaux au XVIIIe siècle, Hachette, 1991, 350 p.  (ISBN 201017836X)
- Bordeaux et le Sud-Ouest au XVIIIe siècle. Croissance économique et attraction urbaine, Éditions de l'EHESS, 1983[5]
- En collaboration avec François-Joseph Ruggiu,L’Individu et la famille dans les sociétés urbaines anglaise et française (1720-1780), Presses de l'Université de Paris-Sorbonne, 2007

### Colloques et mélanges
- Sous sa direction en collaboration avec Martine Acerra, Michel Vergé-Franceschi et  André Zysberg, État, Marine et Société. Hommage à Jean Meyer, Presses de l'Université Paris-Sorbonne, 1995
- Sous sa direction en collaboration avec Philippe Loupes, Les Petites Villes du Moyen Âge a nos jours colloque international de Bordeaux des 25-26 octobre 1985, Presses Universitaires de Bordeaux , 1995
- Sous sa direction en collaboration avec René Plessix, Les Petites Villes françaises du XVIIIe au XXe siècle, Actes du colloque de Mamers, septembre 1991, Presse de l'Université Paris Sorbonne, 1998
- Sous sa direction en collaboration avec Dominique Dinet et Jean-Pierre Bardet, État et société en France aux XVIIe et XVIIIe siècles : mélanges offerts à Yves Durand, Presses de l'Université de Paris-Sorbonne, 2000
- Sous sa direction, L’Économie française du XVIIIe au XXe siècle. Perspectives nationales et internationales : Mélanges offerts à François Crouzet, Presses de l'Université de Paris-Sorbonne, 2000
- Sous sa direction en collaboration avec Lucien Bély, Jean-François Labourdetteet Marie-Catherine Vignal, Le Traité de Vervins, Presses de l'Université Paris Sorbonne , 2000
- Sous sa direction en collaboration avec René Plessix, La Vie politique et administrative des petites villes françaises du Moyen Âge à nos jours] : actes du colloque de Mamers, organisé, en décembre 1994, Société d'histoire des petites villes, 2002
- Contribution à D. Dickson et C.O’Grada (dir), Refiguring Ireland : Essays in Honour of L.M. Cullen, Lilliput Press, 2003,
- Sous sa direction en collaboration avec Lucien Bély, Anne Mezin et Yves Perret-Gentil, L’Influence française en Russie au XVIIIe siècle, Presses de l'Université de Paris Sorbonne, 2004
- Sous sa direction, Les Petites Villes du Sud-Ouest de l'Antiquité à nos jours : Actes du colloque d'Aiguillon des 12 et 13 mai 2000, Société d'histoire des petites villes, 2004
- Sous sa direction en collaboration avec Christian Buchet et Jean Meyer, La Puissance maritime : Colloque, Institut catholique de Paris, 13-15 décembre 2001, Presses de l'Université de Paris Sorbonne, 2004
- Sous sa direction en collaboration avec Alain Lottin, Naissance et développement des villes minières en Europe, Artois Presse Université, 2004
- Contribution à Manuel Jaen Garcia et Fernando Martinez (dir), El Mediterraneo : Confluencia de culturas : 14, 15, 16 septembre 2000 - La Méditerranée : Confluence de cultures, Presses de l'Université Paris Sorbonne, 2004
- Sous sa direction en collaboration avec René Plessix,Les Petites Villes françaises du XVIIe au XIXe siècle : aspects du paysage et de la société : actes du colloque de Mamers, organisé en décembre 1998, Presses de l'Université Paris Sorbonne, 2005
- Sous sa direction en collaboration avec Roger Baury,Marie-Catherine Vignal et  Jean-Pierre Duteil, Monarchies, noblesses et diplomaties européennes : Mélanges en l'honneur de Jean-François Labourdette, Presses de l'Université Paris Sorbonne , 2005
- Sous sa direction en collaboration avec Michel Vergé-Franceschi, Ruptures de la fin du XVIIIe siècle : les villes dans un contexte général de révoltes et révolutions, Presses de l'université Paris-Sorbonne, 2005
- Sous sa direction en collaboration avec Bernard Barbiche et Alain Tallon,Pouvoirs, contestations et comportements dans l'Europe moderne : mélanges en l'honneur du professeur Yves-Marie Bercé, Presses de l'université Paris-Sorbonne, 2005
- Sous sa direction en collaboration avec Thierry Laurent et Alain Lanavère, Michel Déon, aujourd’hui, Presses de l'Université Paris Sorbonne, 2006
- Sous sa direction, Les Sociétés urbaines au XVIIe siècle : Angleterre, France, Espagne, Presses de l'Université de Paris-Sorbonne, 2007
- Sous sa direction en collaboration avec Isabelle Robin-Romero et Pierre Chaunu, Histoire des familles, de la démographie et des comportements : En hommage à Jean-Pierre Bardet, Presses de l'Université de Paris-Sorbonne, 2007

## Distinctions
- Officier de la Légion d'honneur
- Commandeur de l'ordre national du Mérite
- Commandeur de l'ordre des Palmes académiques